# Cándido Antonio Sibilio Hughes
Cándido Antonio Sibilio Hughes   (San Cristóbal, 3 d'octubre de 1958 - San Gregorio de Nigua, 10 d'agost de 2019), més conegut com a Chicho Sibilio, fou un jugador de bàsquet dominicà nacionalitzat espanyol.
Conegut pel seu llançament exterior, Chicho Sibilio va ser un esportista elegant i la seva mecànica de tir va ser imitada per les següents generacions. Va marcar una època llegendària al Barça i a la selecció espanyola, formant part del triangle màgic amb Solozábal i Epi.
Va arribar a Barcelona amb 17 anys, i va passar la major part de la seva carrera al FC Barcelona, entre 1976 i 1989. El 1977 es nacionalitzà espanyol, i es va incorporar al primer equip del Barça amb qui va aconseguir 5 títols de l'ACB, 8 copes, 2 recopes d'Europa, 1 copa Korac i 1 mundial de clubs. Els darrers anys al club blaugrana van ser amb Aíto García Reneses com a entrenador i tenint com a companys d'equip a Nacho Solozábal, Andrés Jiménez, Epi i Audie Norris.
El 1989 es va incorporar a l'equip del Taugrés (TAU) de Vitòria fins a la seva retirada el 1993.
Va ser membre de la selecció de bàsquet d'Espanya durant 7 temporades, entre 1980 i 1987, on va debutar el 9 de juliol de 1980 en els jocs olímpics de Moscou davant la selecció de l'URSS anotant 17 punts i on la selecció va finalitzar en quarta posició. Va guanyar la medalla de plata en l'Eurobasket de Nantes del 1983 i va jugar el seu últim partit amb la selecció el 28 de gener de 1987 a Trieste, contra la selecció de bàsquet d'Itàlia anotant 2 punts. Amb la selecció espanyola va disputar un total de 87 partits.
El 1993 va tornar al seu país. El 2003, va iniciar un projecte per la creació a d'una escola de bàsquet a Santo Domingo per a formar joves jugadors amb talent i ajudar-los a tenir projecció en aquest esport. Agreujada la seva salut a causa d'una diabetis, va morir als 60 anys a la seva finca de San Gregorio de Nigua, a la República Dominicana, el seu país natal, el 10 d'agost de 2019.

## Palmarès
- 5 Lligues ACB: 1981, 1983, 1987, 1988 i 1989
- 8 Copes del Rei: 1978, 1979, 1980, 1981, 1982, 1983, 1987 i 1988.
- 1 Copa Príncep d'Astúries de bàsquet: 1988.
- 2 Recopes d'Europa: 1985 i 1986
- 1 Copa Korac: 1987.
- 1 Mundial de Clubs de bàsquet: 1985
- 1 Subcampió de la Copa d'Europa de bàsquet (1983-84).
- 1 Subcampió de la Recopa d'Europa de bàsquet (1980-81).